# Thomas Kidd (homme politique britanno-colombien)
Pour les articles homonymes, voir Thomas Kidd et Kidd.
Thomas Kidd (23 février 1846-5 juin 1930) est un homme politique canadien de la Colombie-Britannique. Il est député provincial indépendant de la circonscription britanno-colombienne de Westminster-Richmond de 1894 à 1903.

## Biographie
Né dans le comté de Down dans le Royaume-Uni de Grande-Bretagne et d'Irlande (aujourd'hui en Irlande du Nord), Kidd étudie sur place avant de s'établir à Victoria en 1874. Il voyage en Californie et en Nouvelle-Zélande avant de s'établir à Lulu Island, dans l'estuaire du fleuve Fraser à Vancouver, pour opérer une ferme et un élevage. Kidd siège au conseil municipal de Richmond pendant plusieurs années.
Kidd publie History of Lulu Island and Occasional Poems en 1927.
Il meurt à Richmond en 1930 à l'âge de 84 ans.